# Sinopec
China Petroleum & Chemical Corporation (中国石油化工股份有限公司) eller Sinopec Limited er et kinesisk olie- og gasselskab med hovedsæde i Beijing. Sinopec er børsnoteret på Hong Kong Stock Exchange (HKEX: 0386), Shanghai Stock Exchange (SSE: 600028), New York Stock Exchange (NYSE: SNP) og London Stock Exchange (LSE: SNP
). Sinopec er målt på omsætning verdens femtestørste børsnoterede virksomhed (2011).  I 2007 var virksomheden rangeret som nr. 1 i Top 500 Enterprises of China-rangeringen.
Sinopec Limiteds moderselskab Sinopec Group er et af de væsentligste olieselskaber i Kina. Sinopecs forretningsområder inkluderer olie- og gasefterforskning; raffinering; markedsføring, produktion og salg af petrokemikalier, kemiske fibre, kemisk fremstillet gødning, øvrige kemiske produkter; lagring af råolie og naturgas og transport via rørledninger; import og eksport af råolie, naturgas, raffineret olie, petrokemikalier og øvrige kemikalier.

## Historie
Sinopec Limited blev etableret som et datterselskab under China Petrochemical Corporation Group (Sinopec Group) i februar 2000. Virksomheden blev i oktober 2000 samtidigt børsnoteret i Hong Kong, New York og London. Shanghai-børsnoteringen blev færdiggjort i juni 2001.
Gennem sine arvede aktiver fra Sinopec Group har analytikerne kategoriseret Sinopec Limited som en primært downstream olieaktør i sammenligning med PetroChina. Sinopec er Asiens største olieraffinerer målt på årlig raffineret volumen. Sinopec producerer omkring en 1/4 så meget råolie som PetroChina, men producerer omkring 60 % flere raffinerede produkter om året.
I december 2006 overtog Sinopec aktiverne i Shengli Petroleum, hvis primære aktiver var et modent kinesisk oliefelt, med overtagelsen kunne Sinopec stabilisere sin råolietilgang og forbedre udnyttelsen på sine eksisterende raffinaderier.

## Internationale aktiviteter
Udenfor Kina har Sinopec bl.a. aktiviteter i afrikanske lande som Gabon, Sudan,  Etiopien, Cameroun i samarbejde med Total og Nigeria.
I august 2009 overtog Sinopec det Geneve-baserede Addax Petroleum for 7,5 mia US $, dermed blev det største opkøb af en udenlandsk virksomhed, som en kinesisk virksomhed nogensinde havde foretaget.
Sinopec driver også virksomhed i Brasilien og i den britiske del af Nordsøen.